# Mars 1961

## Événements
- 1er mars : discours de Kennedy sur la création du Peace corps[1].

- 2 mars, France : acquittement des accusés présents au « procès des barricades ».

- 3 mars : au Maroc, intronisation du roi Hassan II.

- 9 mars :      . 
  - Le 14e dalaï lama lance un appel aux Nations unies en faveur d'une restauration de l'indépendance du Tibet.
  - Première Compétition internationale de récitation du Coran à Kuala Lumpur.
  - Sebdou  Décès de Mr Benlati Ahmed  et deux de ses  compagnons de maquis à la suite d'un grand ratissage venant de Tlemcen  et de Bénis Senous jusqu'à Sebdou  à 16 heures, ils ont été traînés de leurs pieds sur le sol broussailleux et plein de  pierres, et de peur d'une émeute, ils n'ont pas été enterrés avec la foule qui était venue au cimetière de Sidi Moussa, ils ont été   de nuit et par convoi  emmenés  à la sortie de Sebdou du côté de Moula El Khadem pour être jetés  à peine couverts de  pierres   et de broussailles.

- 13 mars : le président Kennedy propose à l’Amérique latine une « Alliance pour le Progrès » afin de promouvoir conjointement le développement économique, engager des réformes structurelles, instaurer ou consolider la démocratie. Le lendemain, il demande au Congrès des États-Unis l’autorisation de créer un Fonds inter-américain de progrès social.

- 21 mars : Gheorghe Gheorghiu-Dej, président du Conseil d’État en Roumanie.

- 23 mars : le 14e dalaï lama refonde l'Institut de médecine et d'astrologie tibétaine à Dharamsala en Inde[2].

- 25 - 31 mars : IIIe Conférence des Peuples africains au Caire.

- 26 mars : l'équipe de France remporte le Tournoi des cinq nations 1961.

- 28 mars : fondation de la compagnie aérienne Air Afrique.

- 30 mars : tenue de la convention unique sur les stupéfiants à New York sous l'égide de l'ONU qui prohibe la production, le commerce, la détention et l'usage de la coca, l'opium, du cannabis et leurs dérivés (excepté à des fins médicales) pour les pays signataires.

## Naissances
- 3 mars :
  - Philomène Bompoko Lomboto, joueuse de basket-ball congolaise (RDC) († 25 décembre 2015).
  - Vyacheslav Ivanenko, athlète soviétique, spécialiste de la marche.
  - Fatima Whitbread, athlète britannique, spécialiste du lancer du javelot.
- 7 mars : Nicolas Dupont-Aignan, homme politique français, maire de Yerres (Essonne) depuis 1995 et député depuis 1997.
- 8 mars : Henry Quinson, essayiste, conférencier et professeur franco-américain.
- 10 mars : Laurel Clark, astronaute américaine († 1er février 2003).
- 11 mars : 
  - Éric Naulleau, éditeur français.
  - Mohammed ben Zayed Al Nahyane, prince héritier et ministre de la défense d'Abou Dabi.
- 15 mars : 
  - Wavel Ramkalawan, homme politique seychellois.
  - Moungi G. Bawendi, chimiste franco-tuniso-américain.
- 16 mars : Todd McFarlane, auteur.
- 17 mars : Dana Reeve, actrice et chanteuse, femme de Christopher Reeve américaine († 6 mars 2006).
- 18 mars: Arnaud Lagardère, homme d'affaires et PDG du Groupe Lagardère.
- 19 mars : Jos Lansink, cavalier belge.
- 23 mars : Billy Warlock, acteur américain.
- 25 mars : Reginald Fils-Aimé, directeur de Nintendo of America
- 26 mars : Michel Goffin, coureur cycliste belge († 27 février 1987).

## Décès
- 23 mars : Valentin Bondarenko, cosmonaute russe (° 16 février 1937).
- 27 mars : Paul Landowski, sculpteur français d'origine polonaise (° 4 juin 1875).